# Бесс (співачка)
Бесс (стилізована BESS, справжнє ім’я Essi Miia Marianna Launimo, нар. 22 квітня 1993 року) — фінська співачка. У своїй музиці вона поєднує поп, електро та хаус. Бесс створює музику разом зі своїм продюсером Nopsajalan.

## Кар’єра
Перші сингли Бесс вийшли у 2017 році, особливого успіху здобула пісня «Tempo». Вона була третьою в офіційних фінських чартах та під номером 13 у списку синглів. Її прослухали понад 10 мільйонів разів, що дає їй право на подвійний платиновий диск. Загалом музику Бесс прослухали вже понад 40 мільйонів разів.
Дебютний альбом Бесс під назвою «Bess» вийшов у листопаді 2019 року. Вона перевищила кількість прослуховувань в 15 мільйонів, що дає їй право на золотий диск ще до її виходу. Бесс взяла участь в Uuden Musiikin Kilpailuun 2022, національний відбір Фінляндії на пісенний конкурс Євробачення 2022, з піснею «Ram pam pam», яка посіла третє місце в конкурсі.
На концерті Emma Gaala Бесс отримала чотири нагороди в категоріях «Виконавець року», «Пісня року», «Поп-музика року» та «Найпопулярніша вітчизняна пісня року».
Другий альбом Бесс «Kädet ylös» вийшов у квітні 2023 року. Альбом дебютував під п'ятою позицією альбомного чарту. Він також переміг у програмі «Masked Singer Suomi» 2023 року зі своїм персонажем Колібрі.
У лютому 2024 року Бесс з’явилася госттю в мильній опері «Salatut elämät», виконавши дві свої пісні на деяких вечірках.

## Особисте життя
Бесс закінчила подвійну вищу освіту перукаря-барбера. Крім того, вона навчалася на професійного музиканта в Поп-джазовій консерваторії в Гельсінкі.
З літа 2020 року Бесс зустрічається з данським актором Денні Бертелсеном. Він знявся в американському фільмі «Happy Endings Sleepover».

## Дискографія

### Альбоми
| Назва         | Подробиці                                                                        | Пікові позиції в чартах FIN | Нагороди |
| ------------- | -------------------------------------------------------------------------------- | --------------------------- | -------- |
| Bess          | - Опубліковано: 22 листопада 2019 р. - Формат: цифровий - Лейбл: Universal Music | 29                          | платина  |
| Kädet ylös    | - Опубліковано: 14 квітня 2023 р. - Формат: цифровий - Лейбл: Universal Music    | 5                           | —        |
| Ultravioletti | - Опубліковано: 21 березня 2025 р. - Формат: цифровий - Лейбл: Universal         | 10                          | —        |

### ЕР
| Назва        | Подробиці                                                                    |
| ------------ | ---------------------------------------------------------------------------- |
| Remix Vol. 1 | - Опубліковано: 13 липня 2023 р. - Формат: цифровий - Лейбл: Universal Music |

### Сингли
| Назва                                 | Рік  | Пікові позиції в чартах FIN | Альбом               |
| ------------------------------------- | ---- | --------------------------- | -------------------- |
| ”En pysty lopettaa”                   | 2017 | –                           | Bess                 |
| ”Tempo”                               | 2017 | 13                          | Bess                 |
| ”Uneton”                              | 2017 | –                           | Bess                 |
| ”Yhden liikaa”                        | 2018 | –                           | Bess                 |
| ”Kuuma”                               | 2018 | –                           | Bess                 |
| ”Feng Shui”                           | 2019 | –                           | Bess                 |
| ”Pidä musta kii”                      | 2019 | –                           | Bess                 |
| ”Läpinäkyvää” (feat. F)               | 2019 | –                           | Bess                 |
| ”Aja”                                 | 2020 | 20                          | Kädet ylös           |
| ”Melodia”                             | 2020 | –                           | Сингли поза альбомом |
| ”Peace”                               | 2021 | –                           | Сингли поза альбомом |
| ”Viisi kesää” (feat. Nopsajalka)      | 2021 | 12                          | Сингли поза альбомом |
| ”Valoo”                               | 2021 | –                           | Kädet ylös           |
| ”Ram pam pam”                         | 2022 | 1                           | Kädet ylös           |
| ”Rakastan en rakasta”                 | 2022 | 17                          | Kädet ylös           |
| ”Sammumaton”                          | 2022 | 15                          | Kädet ylös           |
| ”Lähtee käsistä”                      | 2023 | 49                          | Kädet ylös           |
| ”Kädet ylös”                          | 2023 | 19                          | Kädet ylös           |
| ”Missio”                              | 2023 | 10                          | Сингли поза альбомом |
| ”Riivattu”                            | 2023 | 35                          | Сингли поза альбомом |
| ”Paremmin ku kukaan muu” (з Benjamin) | 2024 | 13                          | Сингли поза альбомом |
| ”Kyyneleet sateessa”                  | 2024 | 41                          | Ultravioletti        |
| ”Saanko mä luvan”                     | 2024 | 27                          | Ultravioletti        |
| ”Suutele mun silmii”                  | 2025 | 27                          | Ultravioletti        |
| ”Anna tulla”                          | 2025 | 33                          | Ultravioletti        |
| ”Kaistaa” (з Käärijä)                 | 2025 | 4                           | Ultravioletti        |

### Як запрошений артист
- «Pimeyteen» (Mikael Gabriel, 2017)
- «100%» (Keko Salata, 2020)
- «Seittämän» (Raappana, 2020)
- «Grindr Mayhem» (Antti Tuisku, 2022)
- «Pimee» (Elastinen, 2023)